# Эскивель Ибарра, Ассенсьон
Ассенсьон Эскивель Ибарра (исп. Ascensión Esquivel Ibarra, 10 мая 1844, Лас-Пьедрас, департамент Ривас, Никарагуа — 15 апреля 1923, Сан-Хосе) — коста-риканский государственный деятель, президент Коста-Рики (1902—1906).

## Биография
Родился на территории современного Никарагуа в семье Хосе Марии Эскивель и Антонии Ибарры.
Его первой женой была Эрминия Боса (ум. 1894), которая родила ему дочь Ортензию, умершую в детстве. 21 декабря 1899 года он женился во второй раз на Аделе Салазар (1869—1907), брак был бездетным. 4 декабря 1909 года 65-летний Эскивель женился в третий раз на сестре своей умершей жены, Кристине Салазар, брак также был бездетным. Вместе с женой удочерил Флору, внучку племянницы донны Кристины.
С юности жил в Коста-Рике и стал костариканцем по рождению благодаря Конституции 1869 года, которая предоставила этот статус тем, кто жил в провинции Гуанакасте до 1858 года. Спустя годы он был назначен почетным консулом Никарагуа в Коста-Рике. Был членом масонской ложи Коста-Рики, но позже ее покинул.
Окончил юридический факультет Университета Санто-Томаса и стал судьей Верховного суда 27 августа 1874 года. Считался одним из самых выдающихся юристов страны. В течение многих лет он был профессором юридического факультета, а также секретарем Литературного научного общества Коста-Рики.

### Политическая деятельность
Некоторое время находился в эмиграции из-за оппозиционности режиму президента Томасу Гуардии Гутьерресу.
Занимал ряд значимых постов:
- Судья по уголовным делам.
- Член администрации города Сан-Хосе.
- Посол Коста-Рики в Никарагуа (1885)
- Министр иностранных дел (1885—1886 и 1887—1888)
- Посол Коста-Рики в Гватемале (1886—1887)

С мая по август 1889 года временно занимал пост президента Республики. В том же году он был кандидатом на пост президента, но был побежден Хосе Родригесом Селедоном. С 1894 по 1898 год являлся третьим заместителем президента. Занимал пост полномочного посла Коста-Рики в Колумбии (1896).

### Президент
На выборах в апреле 1902 года он был избран президентом республики. Его администрация характеризовалась большой строгостью и эффективной экономической политикой. Был достигнут прогресс в строительстве железной дороги к Тихому океану, изданы тексты Национального гимна, написанные Хосе Марией Селеноном Бренесом, опубликован Уголовно-процессуальный кодекс 1906 года.
Однако авторитет Эскивеля серьезно пострадал, когда на выборах в 1906 году он приостановил отдельные гарантии гражданских прав, изгнал лидеров оппозиционных партий из страны и тем самым обеспечил победу Клето Гонсалеса.

### Поздние годы
Представлял Коста-Рику на III Панамериканской конференции, состоявшейся в Рио-де-Жанейро в 1907 году, и был одним из членов комиссии, которая разработала проект Конституции 1917 года, а с 1917 по 1920 год занимал должность президента Верховного суда.